# Kentin Mahé
Pour les articles homonymes, voir Mahé.

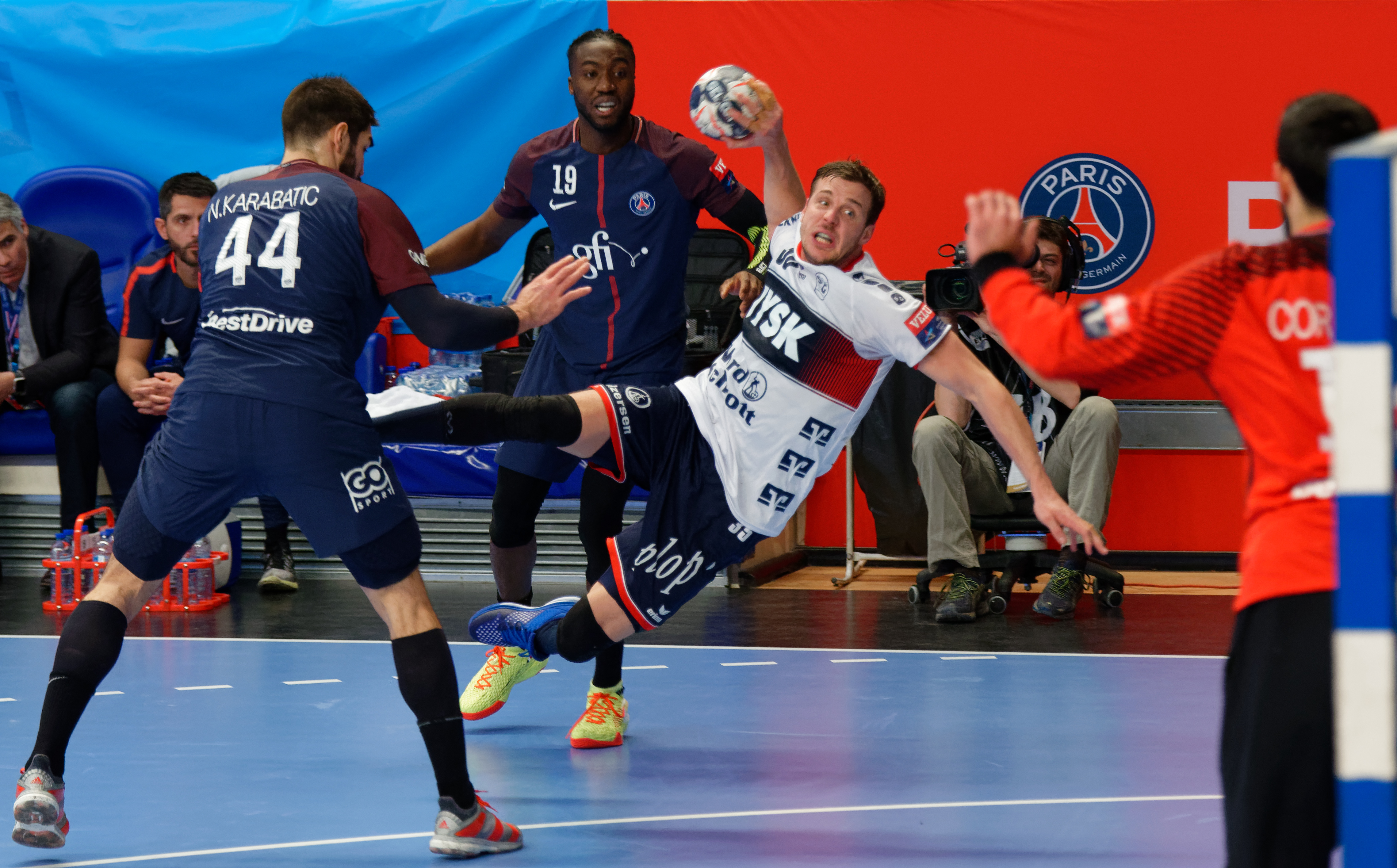
Kentin Mahé au tir avec Flensburg face au PSG de Karabatic et Corrales, le 17 février 2018.

Kentin Mahé, né le 22 mai 1991 à Paris, est un joueur de handball français. Il joue au poste de demi-centre ou d'ailier gauche. Avec l'équipe de France, il est devenu champion du monde 2015 vingt ans après son père, Pascal Mahé. Il est également champion olympique en 2021 et champion d'Europe en 2024. En club, après avoir été formé puis été professionnel pendant 10 saisons en Allemagne, il rejoint en 2018 la Hongrie et le Veszprém KSE puis retourne en 2024 en Allemagne au VfL Gummersbach : il n'a ainsi jamais évolué en championnat de France.

## Biographie

### Carrière en club
Fils de l'ancien barjot Pascal Mahé, médaillé de bronze aux Jeux olympiques de 1992 à Barcelone et champion du monde en 1995, Kentin baigne naturellement[Interprétation personnelle ?] dans le handball de haut niveau. Après avoir terminé sa carrière dans le club allemand du TSV Bayer Dormagen, Pascal Mahé prend ensuite en charge les jeunes du club et c'est ainsi que dès l'âge de 9 ans, Kentin débute dans ce club dont il gravit tous les échelons au point d'intégrer l'équipe première qui évolue alors en championnat d'Allemagne de D1. Devenu professionnel dans ce club renommé Dormagener Handball-Club Rheinland à compter de la saison 2010/2011, il signe en avril 2011 un contrat pour trois saisons avec le VfL Gummersbach. En décembre 2012, il s'engage pour le HSV Hambourg à compter de la saison 2013-2014. Sa première saison s'avère difficile puisqu'il se trouve barré à son poste par deux des meilleurs demi-centres du moment, Domagoj Duvnjak et Joan Cañellas, puis, à l'intersaison, le club est menacé de relégation en D3 à cause de grosses difficultés financières, le club est finalement maintenu mais a dû laisser partir de nombreux joueurs, ce qui profite à Kentin Mahé qui devient un titulaire à part entière à partir de la saison 2014-2015. En 2015, il réussit avec son équipe à se qualifier pour le Final Four de la Coupe de l'EHF masculine 2014-2015 : après s'être défait en demi-finale des danois du Skjern Håndbold 27 à 23 dans une rencontre où Kentin est le meilleur buteur avec six réalisations, Hambourg doit s'incliner en finale face au Füchse Berlin (27-30) malgré les 10 buts marqués par Kentin. Le club hambourgeois ayant terminé à une modeste 9e place en championnat, Kentin décide de rejoindre à l'intersaison le 4e club allemand de sa carrière, le SG Flensburg-Handewitt, club contre lequel il a marqué quelques mois plus tôt un extraordinaire but en réalisant un 360° au poste d'arrière.
À Flensbourg, une relation de confiance est créée entre Mahé et son entraîneur, Ljubomir Vranjes. C'est donc logique que dès mars 2017, Mahé annonce qu'il rejoindra à l'été 2018 le Veszprém KSE plutôt que le Paris Saint-Germain qui le courtisait, retrouvant ainsi Vranjes qui prend la direction du club hongrois en 2017,. Si en 2016 et 2017, le club est conforme à ses traditions avec deux deuxièmes places en championnat, deux défaites en finale de la Coupe d'Allemagne et deux éliminations en quart de finale de la Ligue des champions, le SG Flensburg remporte en 2018 son deuxième titre de Champion d'Allemagne, après 14 années d'attente. Néanmoins, Mahé voit son temps de jeu nettement diminué, l'entraineur Maik Machulla préférant préparer l'avenir qui se fera sans lui.
En 2018, après avoir été formé puis été professionnel pendant 10 saisons en Allemagne, il rejoint la Hongrie et le Veszprém KSE où il est élu, dès sa première saison, meilleur demi-centre de la Ligue des champions 2018-2019. Si Veszprém ne parvient toujours pas à remporte la Ligue des champions, Mahé remporte deux fois le championnat de Hongrie en 2019 et en 2023 et trois Coupes de Hongrie en 2021, 2022 et 2023.
En 2024, en manque de temps de jeu à Veszprém qui ne comptait plus sur lui, Kentin Mahé décide de revenir au VfL Gummersbach où il a évolué entre 2011 et 2013, signant un contrat de trois saisons.

### Carrière en équipe nationale
Grand espoir du handball, Kentin baigne tellement dans la culture allemande qu'il envisage un temps prendre la double nationalité. Finalement, il intègre successivement l'équipe de France jeunes avec laquelle il participe au Championnat d'Europe jeunes en 2008 et au Championnat du monde jeunes en 2009, puis la France junior avec laquelle il participe au Championnat d'Europe junior en 2010, compétitions où il termine meilleur buteur et est élu meilleur joueur.
Enfin, à seulement 19 ans et 5 mois, il porte pour la première fois le maillot de l'équipe de France A à l'occasion de deux matchs amicaux face à la Tunisie en octobre 2010. Pour trouver trace d'un joueur aussi jeune appelé en bleu, il faut alors remonter à Nikola Karabatic, sélectionné en 2002 à 18 ans et 7 mois.
S'il accompagne en tant que remplaçant l'équipe de France lors de l'Euro 2014 remporté face au pays hôte, le Danemark, il ne participe toutefois à aucun match de la compétition. Mais il s'intègre ainsi à l'équipe au cours d'une compétition internationale, ce qui lui permet d'être sélectionné pour le Championnat du monde 2015. Préféré à Samuel Honrubia en tant que second ailier gauche derrière Michaël Guigou, il contribue activement à la victoire de la France, marquant 18 buts en 28 tentatives (64,3 %) au cours des 3 h 10 min 15 s de jeu qu'il a passées sur le terrain. 20 ans après le premier titre mondial remporté par la France dont son père, Pascal Mahé, était un cadre, il permet ainsi à la France de devenir la nation la plus titrée avec 5 victoires.
Par la suite, il voit son temps de jeu augmenter, notamment lors des Jeux olympiques de Rio où Mahé et les Experts remportent la médaille d'argent, puis lors du Championnat du monde 2017 en France où la France remporte son 6e titre mondial.
Au Championnat d'Europe 2018 et au Championnat du monde 2019, il joue un rôle décisif dans les deux médailles de bronze remportées par l'équipe de France dont il est à chaque fois le meilleur buteur avec 34 buts (dont 13 jets de 7 mètres) en 2018 puis 44 buts (dont 11 jets de 7 mètres) en 2019.

## Résultats

### Club
Compétitions internationales
- Finaliste de la Coupe du monde des clubs en 2013
- Finaliste de la Ligue des champions (C1) en 2019
- Finaliste de la Coupe des vainqueurs de coupe (C2) en 2012
- Finaliste de la Coupe de l'EHF (C3) en 2015
- Vainqueur de la Ligue SEHA en 2020 et 2021[21]

Compétitions nationales
- Championnat d'Allemagne
  - Vainqueur (1) : 2018
  - Vice-champion (2) : 2016, 2017
- Coupe d'Allemagne
  - Finaliste (2) : 2016, 2017
- Championnat de Hongrie
  - Vainqueur (3) : 2019[13], 2023, 2024
  - Finaliste : 2021, 2022
- Coupe de Hongrie
  - Vainqueur (4) : 2021[15], 2022[16], 2023, 2024
  - Finaliste : 2019
- Deuxième du Championnat d'Allemagne des -19 ans (en) : 2008

### Équipes de France
Kentin Mahé connait sa 1re sélection en France A le 28 octobre 2010 face à la  Tunisie (amical)
Jeux olympiques
- Médaille d'or aux Jeux olympiques de 2020 à Tokyo
- Médaille d'argent aux Jeux olympiques de 2016 de Rio de Janeiro

Championnats du monde
- Médaille d'or au championnat du monde 2015
- Médaille d'or au championnat du monde 2017
- Médaille de bronze au championnat du monde 2019
- 4e place au championnat du monde 2021
- Médaille d'argent au championnat du monde 2023

Championnats d'Europe
- 5e place au championnat d'Europe 2016
- Médaillé de bronze au championnat d'Europe 2018
- 14e place au championnat d'Europe 2020
- Médaillé d'or au championnat d'Europe 2024

Auparavant, il a participé à plusieurs compétitions internationales avec les équipes de France jeunes et junior :
- 6e place au Championnat d'Europe junior en 2010
- 7e place au Championnat d'Europe jeunes en 2008
- 9e place au Championnat du monde jeunes en 2009

### Récompenses individuelles
- Élu meilleur joueur et co-meilleur buteur du championnat d'Europe des -20 ans 2010 (da)
- Élu meilleur joueur du Final4 de Coupe de l'EHF en 2015
- Élu meilleur demi-centre de la Ligue des champions en 2018-2019

## Décorations
- Chevalier de l'ordre national du Mérite le 1er décembre 2016[22]
- Chevalier de la Légion d'honneur (2021)[23]